# Selenarctia elissoides
Selenarctia elissoides là một loài bướm đêm thuộc phân họ Arctiinae, họ Erebidae.